# Oberonia aurea
Oberonia aurea är en orkidéart som beskrevs av Rudolf Schlechter. Oberonia aurea ingår i släktet Oberonia och familjen orkidéer. Inga underarter finns listade i Catalogue of Life.